# Danilo Hondo
Danilo Hondo (ur. 4 stycznia 1974 w Guben) – niemiecki kolarz torowy i szosowy startujący w teamie RadioShack-Leopard.
W zawodowym peletonie występuje od 1997 roku. Złoty (1994) i brązowy (1996) medalista w mistrzostwach świata amatorów w drużynowym wyścigu torowym na dochodzenie. Dwukrotny etapowy zwycięzca w Giro d’Italia (2001). Drugi kolarz w wyścigu Mediolan-San Remo (2005).

## Najważniejsze zwycięstwa i sukcesy

### tor
- 1994
  -  1. miejsce w mistrzostwach świata (wyścig druż. na dochodzenie)
- 1996
  - 3. miejsce w mistrzostwach świata (wyścig druż. na dochodzenie)

### szosa
- 1999
  - 1. miejsce na 1., 4. i 5. etapie Wyścigu Pokoju
- 2000
  - 1. miejsce na 3. i 5. etapie Wyścigu Pokoju
- 2001
  - 1. miejsce na 1. etapie Driedaagse van De Panne-Koksijde
  - 1. miejsce na 1. etapie Post Danmark Rundt
  - 1. miejsce na 4. etapie Ronde van Nederland
  - 1. miejsce na 2. i 3. etapie Giro d’Italia
- 2002
  -  1. miejsce w mistrzostwach Niemiec (start wspólny)
  - 1. miejsce na 1. i 2. etapie Wyścigu Pokoju
- 2004
  - 1. miejsce w Gran Premio Bruno Beghelli
  - 1. miejsce na 5. etapie Volta Ciclista a Catalunya
  - 1. miejsce na 1. etapie Tour du Poitou-Charentes
  - 2. miejsce w Driedaagse van De Panne-Koksijde
    - 1. miejsce na 1. etapie

  - 1. miejsce na 5. etapie Quatre jours de Dunkerque
  - 1. miejsce na 1., 2., 4. i 5. etapie Niedersachsen-Rundfahrt
- 2005
  - 2. miejsce w Mediolan-San Remo
  - 1. miejsce na 1. i 2. etapie Vuelta a Murcia
- 2006
  - 1. miejsce na 2. i 3. etapie Wyścigu Pokoju
  - 1. miejsce na 2. i 3. etapie Circuito Montañés
  - 1. miejsce na 2. etapie Sachsen-Tour
  - 1. miejsce na 3. etapie Regio-Tour
- 2008
  - 1. miejsce na 4. etapie Tour de Langkawi
- 2009
  - 1. miejsce na 7. etapie Volta a Portugal
  - 1. miejsce na 5. etapie Wyścigu Solidarności i Olimpijczyków
  - 2. miejsce w Coppa Bernocchi
- 2010
  - 1. miejsce na 4. etapie Giro di Sardegna
  - 2. miejsce w Coppa Bernocchi